# Marta Fik

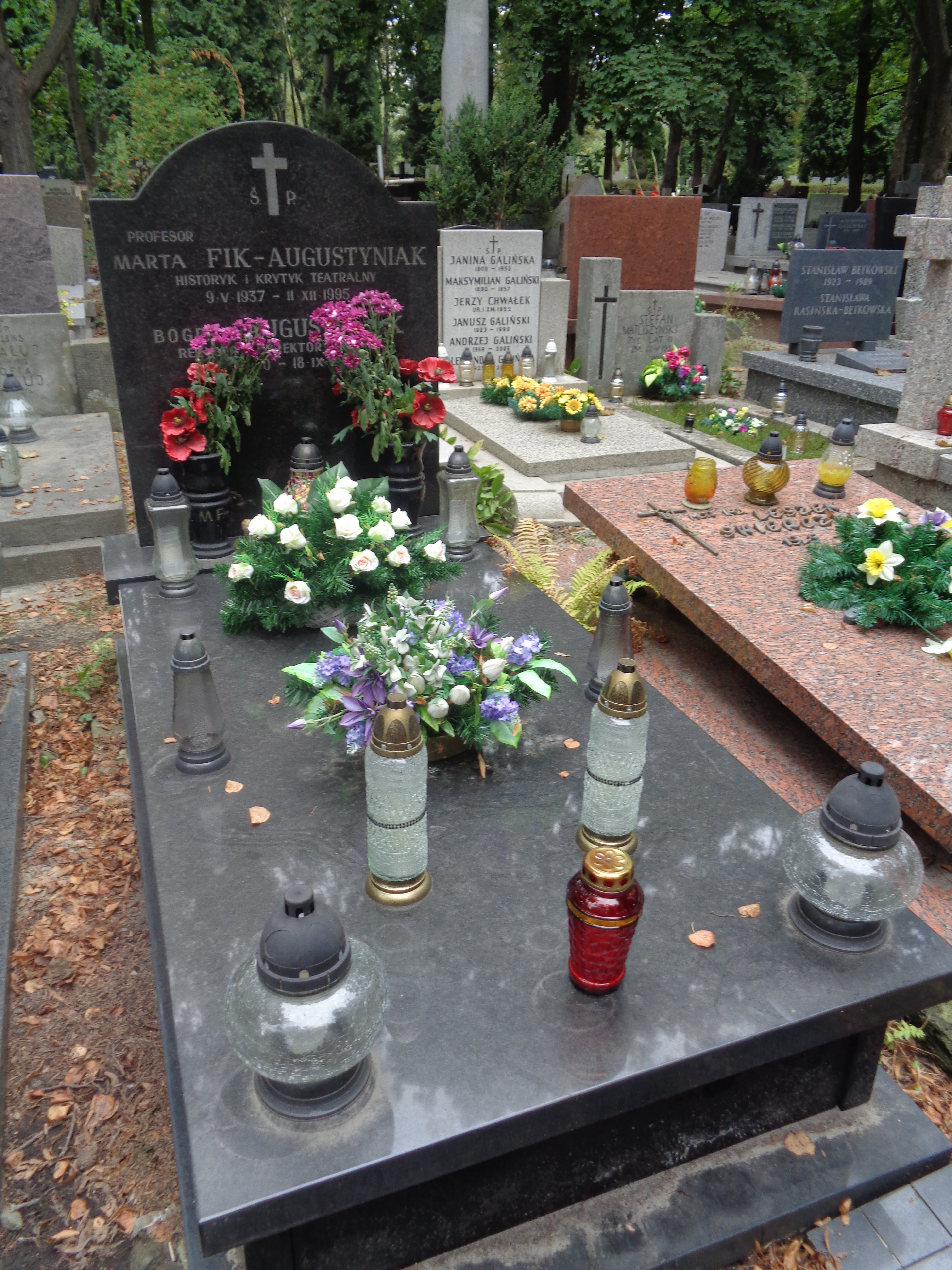
Grób Marty Fik na Cmentarzu Wojskowym na Powązkach

Marta Fik, Marta Fik-Augustyniak (ur. 9 maja 1937 w Krakowie, zm. 11 grudnia 1995 w Warszawie) – polska historyczka i krytyczka teatralna.

## Życiorys
Urodziła się jako córka małżeństwa pisarzy Ignacego Fika i Heleny Moskwianki. Była profesorką Instytutu Sztuki PAN, wykładowczynią Uniwersytetu Jagiellońskiego oraz krakowskiej i warszawskiej PWST. Zajmowała się głównie powojenną kulturą polską. Jako krytyczka teatralna współpracowała m.in. z miesięcznikiem „Teatr” i tygodnikiem „Polityka”.
Marta Fik wydała m.in. tomy: Reżyser ma pomysły, Sezony teatralne, Przeciw czyli za. Pisała również syntezy badawcze, np. Kultura polska po Jałcie 1944-1981, Kultura marcowa, Autorytecie wróć?.
Od 1963 jej mężem był reżyser Bogdan Augustyniak.
Jest pochowana wraz z mężem na Cmentarzu Wojskowym na Powązkach kwatera A II rząd 12 grób 9.